# Patrick J. Deneen
Patrick J. Deneen (21 de julio de 1964) es un teórico político estadounidense, profesor de Ciencias Políticas y profesor titular de la Universidad de Notre Dame.
Se educó en la Universidad de Rutgers (BA, 1986; PhD, 1995), y enseñó previamente en la Universidad de Princeton (1997–2005) y la Universidad de Georgetown (2005–2012), donde fue profesor asociado y se encargó de la Cátedra Tsakopolous-Kounalakis de Estudios Helénicos. Se unió a la facultad de la Universidad de Notre Dame en 2012.

## Filosofía política
Los intereses de Deneen han pendulado entre del pensamiento político antiguo y estadounidense, la teoría democrática, la teología política, la literatura y la política, y la economía política. Es un conocido «católico comunitario», un tradicionalista cuyo conservadurismo lo lleva a romper con muchas posiciones conservadoras políticas estadounidenses y ortodoxias liberales, incluida una crítica de la economía de mercado de laissez-faire y una defensa del ambientalismo y prácticas económicas sostenibles, un énfasis en más formas locales de producción e intercambio, combinadas con una crítica del liberacionismo sexual progresivo y una sospecha hacia la tecnología que promueve estos compromisos liberales básicos. Entre sus influencias están el comunitarismo democrático de su maestro, Wilson Carey McWilliams; el«crítico amigable» de la democracia liberal, Alexis de Tocqueville; el historiador social y crítico del liberalismo moderno, especialmente sus tendencias a bifurcar a la élite de la población, Christopher Lasch; y el ensayista agrario, novelista y poeta Wendell Berry. El trabajo de Deneen ha manifestado durante mucho tiempo una postura crítica hacia el liberalismo por sus tendencias hacia el individualismo, su hostilidad hacia la cultura y la tradición, su debilitamiento de las creencias religiosas, su despersonalización y fragmentación de la solidaridad social, su hostilidad hacia la naturaleza, la familia y la comunidad. Estas críticas, evidentes en escritos académicos y más populares a finales de los años 90 y 2000, culminaron en la publicación de su libro Why Liberalism Failed (Yale, 2018).
Deneen ha lamentado la pérdida de un conocimiento de la historia de la civilización occidental entre sus estudiantes:

Mis alumnos (...) son la culminación de la civilización occidental, una civilización que ha olvidado casi todo de sí misma y, como resultado, ha logrado una indiferencia casi perfecta hacia su propia cultura (...) La ignorancia generalizada de nuestros alumnos no es un mero accidente o resultado desafortunado pero corregible, si solo contratamos mejores maestros o modificamos las listas de lectura en la escuela secundaria. Es la consecuencia de un compromiso civilizatorio con el suicidio civilizacional. El fin de la historia para nuestros estudiantes señala el Fin de la Historia para Occidente.

## Publicaciones

### Libros en solitario
- The Odyssey of Political Theory (Rowman & Littlefield, 2000)
- Democratic Faith (Princeton University Press, 2005)
- Conserving America? Thoughts on Present Discontents (St. Augustine Press, 2016)
- Why Liberalism Failed (Yale University Press, 2018).

- Regime Change: Toward a Postliberal Future. (Sentinel, 2023)

### Libros co-editados
- Democracy's Literature: Politics and Fiction in America (with Joseph Romance) (Rowman & Littlefield, 2005)
- The Democratic Soul: A Wilson Carey McWilliams Reader (with Susan McWilliams) (University Press of Kentucky, 2011)
- Redeeming Democracy in America (with Susan McWilliams) (University Press of Kansas, 2011)

### Artículos populares
- "First Things"
- "The American Conservative"
- "Front Porch Republic"
- "What I Saw in America"